# Jim Beaver
Jim Beaver (Laramie, 12 augustus 1950), geboren als James Norman Beaver jr., is een Amerikaans acteur, scenarioschrijver, filmproducent, auteur en toneelschrijver.

## Biografie
Beaver werd geboren in Laramie als zoon van een Britse en Franse vader (zijn familienaam was oorspronkelijk Beauvoir) en van een Schotse, Duitse en Cherokese moeder. Beaver groeide op in Irving in een gezin van vier kinderen. Beaver doorliep de high school aan de Irving High School aldaar, in zijn laatste jaar werd hij overgeplaatst naar de Fort Worth Christian Academy in North Richland Hills waar hij in 1968 zijn diploma haalde. Op deze school kreeg hij interesse voor het acteren en trad ook op in toneelstukken.
Beaver nam na zijn schoolperiode dienst bij de United States Marine Corps en heeft ook meegevochten in de Vietnamoorlog. In 1971 nam hij ontslag en begon met zijn carrière.
Beaver was van 1973 tot en met 1976 getrouwd. Van 1989 tot en met 2004 was hij opnieuw getrouwd waaruit hij een kind heeft, op 3 maart 2004 is zijn vrouw gestorven.

## Filmografie

### Films
Selectie:
- 2021 Nightmare Alley – als Sheriff Jedediah Judd
- 2015 Crimson Peak – als Carter Cushing
- 2007 Next – als NSA directeur Wisdom
- 2003 The Life of David Gale – als Duke Grover
- 2000 Where the Heart Is – als Clawhammer
- 1999 Magnolia – als lachende pinda patron
- 1994 Bad Girls – als rechercheur Graves
- 1994 Blue Chips – als vader van Ricky
- 1993 Sliver – als rechercheur Ira

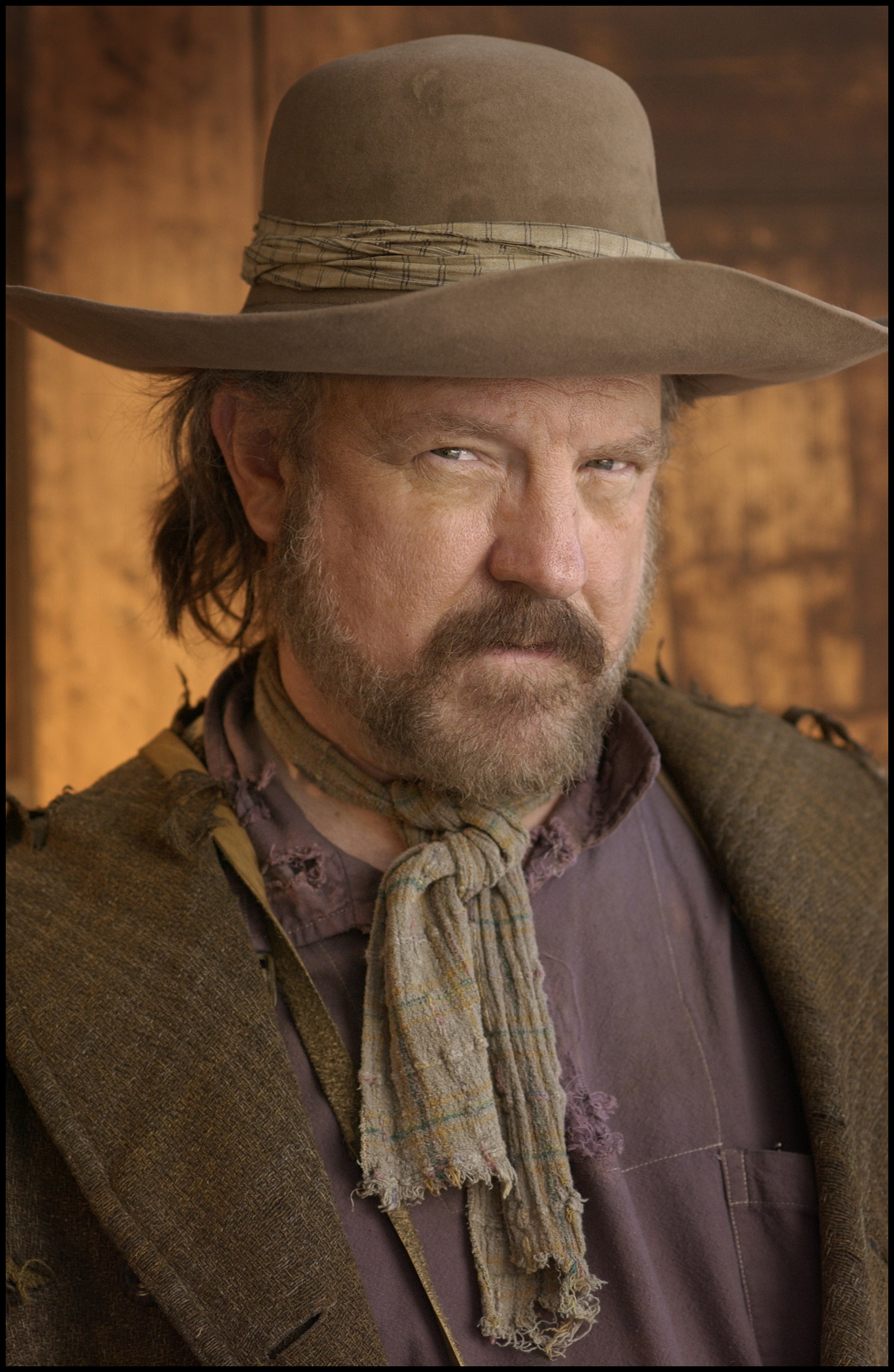
Jim Beaver in Deadwood

- 1992 Sister Act – als rechercheur Clarkson
- 1989 In Country – als Earl Smith
- 1983 Silkwood – als manager

### Televisieseries
Uitgezonderd eenmalige gastrollen.
- 2019-2022 The Boys - als minister van defensie Robert A. Singer - 6 afl.
- 2021-2022 B Positive - als Spencer - 15 afl.
- 2006-2020 Supernatural – als Bobby Singer – 69 afl.
- 2017-2019 The Ranch - als Chuck - 12 afl.
- 2017 Shut Eye - als Bob Caygeon - 2 afl.
- 2015-2017 The New Adventures of Peter and Wendy - als George Darling - 7 afl.
- 2017 Timeless - als Jake Neville - 3 afl.
- 2016 Better Call Saul - als Lawson - 2 afl.
- 2014 Nikki & Nora: The N&N Files - als Arliss Fontenot - 4 afl.
- 2013 Revolution – als John Franklin Fry – 2 afl.
- 2013 Mike & Molly – als Dwight – 2 afl.
- 2011-2013 Justified – als sheriff Shelby Parlow – 14 afl.
- 2011-2012 Breaking Bad – als Lawson – 2 afl.
- 2009 Harper's Island – als sheriff Charlie Mills – 11 afl.
- 2007 John from Cincinnati – als Vietnam Joe – 8 afl.
- 2007 Big Love – als Carter Reese – 3 afl.
- 2007 Day Break – als Nick Vukovic – 5 afl.
- 2006 CSI: Crime Scene Investigation – als Stanley Tanner – 2 afl.
- 2004-2006 Deadwood – als Whitney Ellsworth – 35 afl.
- 1996-2004 Days of our Lives – als pastoor Timothy Jansen – 16 afl.
- 2000-2001 The Trouble with Normal – als Gary – 8 afl.
- 1985-2000 The Young and the Restless – als Lea Sylvestri – 5 afl.
- 1998-1999 3rd Rock from the Sun – als Happy Doug – 6 afl.
- 1996-1997 Murder One – als Donald Cleary – 2 afl.
- 1994-1995 Thunder Alley – als Leland DuParte – 27 afl.
- 1991-1993 Reasonable Doubts – als rechercheur Earl Gaddis – 14 afl.
- 1991-1992 Santa Barbara – als Andy – 5 afl.

### Scenarioschrijver
- 2013 Night Riders korte film
- 1988 Tour of Duty – televisieserie – 1 afl.
- 1986-1987 Alfred Hitchcock Presents – televisieserie – 4 afl.
- 1987 Sweet Revenge – film
- 1987 Vietnam War Story – televisieserie – 1 afl.

### Filmproducent
- 2017 The Angry River - korte film
- 2013 The Lost Remake of Beau Geste – documentaire
- 2013 Cowgirl Up – televisieserie – 6 afl.
- 2013 Night Riders – korte film

## Boeken
- 2009 Life's That Way
- 1983 Movie Blockbusters
- 1981 The Afternoon Blood Show
- 1978 John Garfield: His Life and Films

## Toneelschrijver
- 2013 Lettering
- 2011 Whigs, Pigs, and Greyhounds
- 2011 The American Way
- 2006 Night Riders
- 2003 Mockingbird
- 1990 Pressing Engagements
- 1986 Truth, Justice, and the Texican Way
- 1985 Verdigris
- 1984 Semper Fi
- 1981 Sidekick
- 1979 Spades
- 1978 The Ox-Bow Incident
- 1975 As You Like It, or Anything You Want To, Also Known as Rotterdam and Parmesan Are Dead
- 1974 Once Upon a Single Bound
- 1973 The Cop and the Anthem

- Gemeinsame Normdatei: 138610509
- International Standard Name Identifier: 0000 0000 7886 2189
- Library of Congress Control Number: no2008007500
- Istituto Centrale per il Catalogo Unico: RAVV374734
- SNAC: w6c37wmr
- Système universitaire de documentation: 177546832
- Virtual International Authority File: 34255208
- WorldCat: E39PBJmhRX6bH6mdqYWjwKxkXd